# Felicia Chin-Malenski

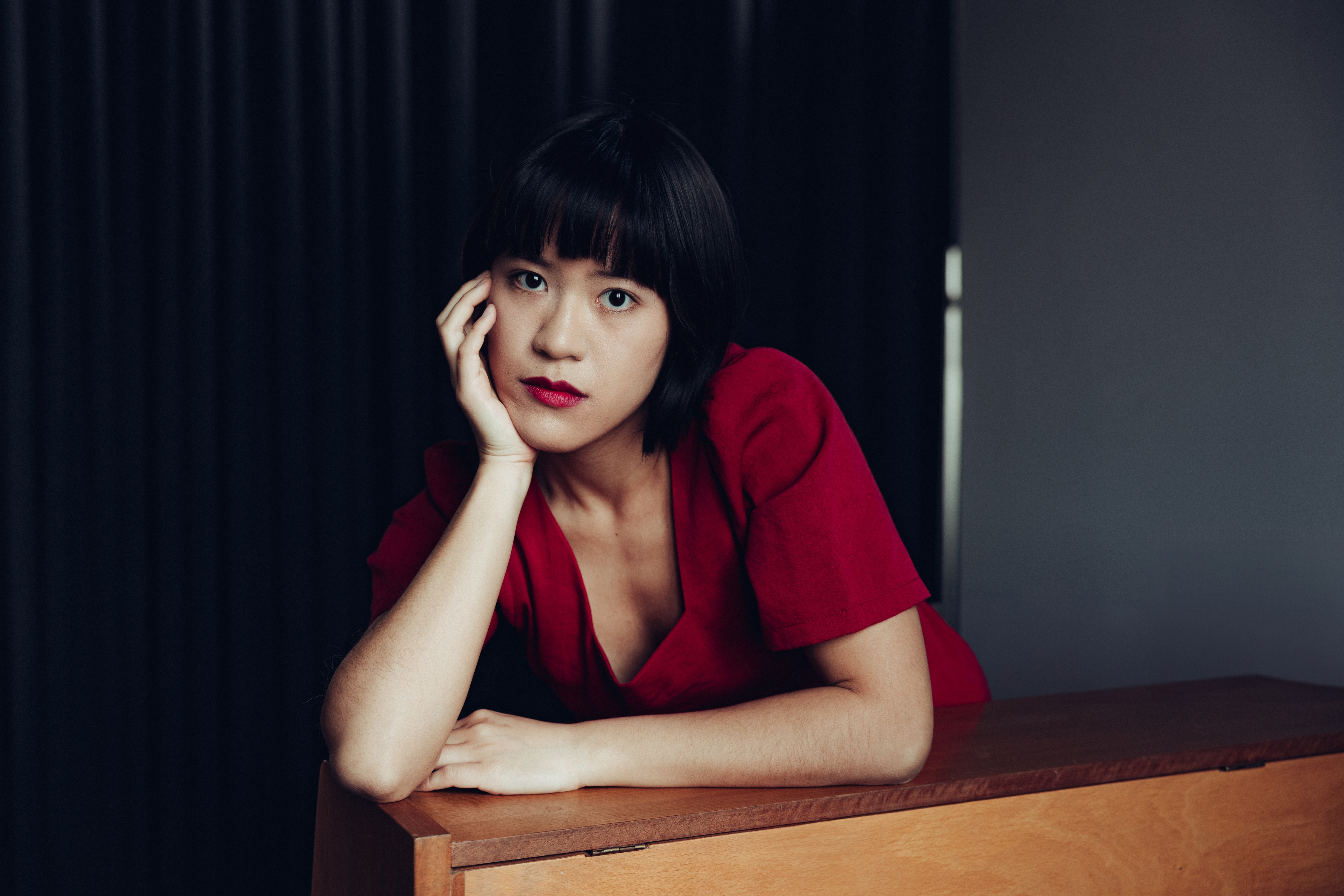
Felicia Chin-Malenski (2024). Foto: Joel Heyd

Felicia Chin-Malenski (geb. 1995 in Freiburg im Breisgau) ist eine deutsche Schauspielerin und Musikerin.

## Ausbildung und künstlerische Laufbahn
Felicia Chin-Malenski sammelte erste Bühnenerfahrungen am Jungen Theater in Freiburg. Von 2016 bis 2020 studierte sie Schauspiel an der Universität Mozarteum Salzburg und absolvierte ein Auslandssemester an der Norwegian Theatre Academy in Fredrikstad. Ihr letztes Studienjahr verbrachte sie im Schauspielstudio des Düsseldorfer Schauspielhauses, wo sie anschließend festes Ensemblemitglied des Jungen Schauspiels wurde.
Seit der Spielzeit 2023/2024 ist Chin-Malenski festes Ensemblemitglied am Residenztheater München. Sie arbeitete mit namhaften Regisseurinnen und Regisseuren wie Robert Wilson, Farnaz Arbabi, Emel Aydoğdu, Gregory Caers, Liesbeth Coltof, Jan Gehler, Sara Ostertag und Bonn Park zusammen.
Neben ihrer Theaterarbeit ist sie auch im Fernsehen und Film präsent. Bekannt wurde sie unter anderem durch ihre Rollen in der Netflix-Miniserie King of Stonks (2022) als Janine Lee und im TV-Krimi Tatort: Zugzwang (2024) als Sophie Jeong. Im Kinofilm Obhut (2024) spielte sie die Rolle der Nina.
Chin-Malenski spielt mehrere Musikinstrumente (u. a. Gitarre, Klarinette, Klavier) und verfügt über umfangreiche Gesangserfahrung.
Ihr Lebensmittelpunkt ist München, sie ist aber auch in anderen deutschen und europäischen Städten tätig.

## Filmografie (Auswahl)
- 2022: King of Stonks
- 2024: Tatort: Zugzwang
- 2024: Obhut

## Theater (Auswahl)

### Düsseldorfer Schauspielhaus
- 2019: Dantons Tod (als Lucile, Gattin des Camille Desmoulins). Von Georg Büchner. Inszenierung: Wolfgang Michalek
- 2022: Wenn Wolken wachsen (Hauptrolle und Musik). Von Emel Aydoğdu. Inszenierung: Emel Aydoğdu
- 2022: Das Leben macht mir keine Angst (Ensemble). Nach einem Gedicht von Maya Angelou. Inszenierung: Liesbeth Coltof

### Residenztheater München
- 2023: Reineke Fuchs (als Lampe, der Hase). Nach Johann Wolfgang von Goethe. Inszenierung: Schorsch Kamerun[7]
- 2023: Yvonne, Prinzessin von Burgund (als Isa). Von Witold Gombrowicz. Inszenierung: Miloš Lolić[8]
- 2024: Moby-Dick (als Walfänger und Zimmermann). Nach Herman Melville. Inszenierung: Stefan Pucher[9][10][11]
- 2024: Athena (als Erinye/Elektra). Nach Aischylos. Inszenierung: Robert Borgmann[12]
- 2024: Ein Sommernachtstraum (als Blue Blossom). Nach William Shakespeare. Inszenierung: Stephan Kimmig[13][14][15][16][17]
- 2024: Die Ärztin (als Sami). Von Robert Icke nach «Professor Bernhardi» von Arthur Schnitzler. Inszenierung: Miloš Lolić[18][19][20][21][22]
- 2025: Daddy (als Helen & Lena, die Nervensäge). Von Marion Siéfert und Matthieu Bareyre. Inszenierung: Daniela Kranz
- 2025: 77 Versuche, die Welt zu verstehen (Ensemble). Eine südkoreanisch-deutsche Stückentwicklung von Kyung-Sung Lee mit Texten von Hong-Do Lee und Ensemble nach «Kleines Organon für das Theater» von Bertolt Brecht. Inszenierung: Kyung-Sung Lee[23][24][25][26]
- 2025: Peace Music Festival -Through Overwhelming Strength (Ensemble). Von Hong-Do Lee. Inszenierung: Alexander Eisenach[27]
- 2025: Nach Mitternacht (als Liska / Franzi / Frau Silias). Von Cosmea Spelleken nach dem gleichnamigen Roman von Irmgard Keun. Inszenierung: Cosmea Spelleken[28]
- 2025: Nachtsalon - Late Night Show von und mit Felicia Chin-Malenski und Jan Remmers: Zu "Nach Mitternacht".[29]

## Ehrungen und Auszeichnungen
- 2024: Nominierung als „Beste Nachwuchsschauspielerin“ (Zeitschrift Theater heute)[30]
- 2025: Nominierung für den Förderpreis beim Kurt-Meisel-Preis der Freunde des Residenztheaters e. V.[31]